# Стагнация Османской империи
Стагнация Османской империи — период истории Турции, предшествовавший её упадку.

## Эпоха Кёпрюлю (1683—1699)
Туркам удалось проникнуть до Вены и в 1683 году осадить её, но осаду пришлось снять, когда польский король Ян Собеский заключил союз с Австрией, поспешив на помощь Вене и одержав около неё блестящую победу над турецким войском. В 1684 году к коалиции Австрии и Польши против Турции примкнула и Венеция, позднее и Россия. Началась война против Турции — первая, в которой Турции пришлось не нападать, а защищаться на собственной территории. В 1686 году герцог Лотарингский взял Офен; в 1687 году великий визирь Сулейман-паша был наголову разбит при Мохаче. Поражение турецких войск вызвало раздражение янычар, которые оставались в Константинополе, бунтуя и грабя. Янычары свергли Мехмеда IV при помощи фетвы муфтия и насильно возвели на престол его брата, Сулеймана II (1687—1691), человека, преданного пьянству и совершенно неспособного к управлению страной. Война продолжалась при нём и при его братьях, Ахмеде II (1691—1695) и Мустафе II (1695—1703). Венецианцы овладели Мореей; австрийцы взяли Белград (вскоре опять доставшийся туркам) и все значительные крепости Венгрии, Славонии, Трансильвании; поляки заняли значительную часть Молдавии. Войну решила битва при Зенте (1697), победу в которой одержали австрийские войска под командованием принца Евгения Савойского. По Карловицкому мирному договору (1699) Австрия получила Венгрию и Трансильванию, Морея перешла к Венеции, Польша получила Подолию и Украйну. Через год был заключен также мир между Россией и Турцией, по которому России перешла крепость Азов.
Карловицкий мир был первым, по которому Турция не получала ни дани, ни временной контрибуции. Значение его значительно превосходило значение Житваторокского мира. Стало для всех ясно, что военное могущество Турции вовсе не велико и что внутренние неурядицы расшатывают ее всё более и более. В самой Турции Карловицкий мир вызвал среди образованной части населения осознание необходимости некоторых реформ. Это сознание уже ранее имели Кёприлю — семья, давшая Турции в течение 2-й половины XVII и начала XVIII века 5 великих визирей, принадлежавших к самым замечательным государственным людям Турции. Уже в 1690 году великий визирь Кеприлу Мустафа издал «Низами Джедид» («Новый порядок»), установивший максимальные нормы поголовных податей, взимаемых с христиан; но закон не имел практического применения. После Карловицкого мира христианам в Сербии и Банате были прощены подати за год; высшее правительство в Константинополе стало по временам заботиться о защите христиан от поборов и других притеснений. Недостаточные для того, чтобы примирить христиан с турецким гнетом, эти меры раздражали янычар и турок.

## Территориальные потери и попытки реформирования (1699—1801)
Брат и наследник Мустафы, Ахмед III (1703—1730), возведенный на трон восстанием янычар, обнаружил неожиданную смелость и самостоятельность. Он арестовал и спешно казнил многих офицеров войска янычар и избавил от должности и сослал посаженного ими великого визиря Ахмеда-пашу. Новый визирь, Дамад-Гассан паша, усмирил восстания в разных местах государства, покровительствовал иностранным купцам, основывал школы. Скоро он был свергнут вследствие интриги, исходившей из гарема, и визири стали сменяться с поразительной быстротой; некоторые оставались во власти не более двух недель. Турция не воспользовалась даже затруднениями, испытанными Россией во время Северной войны. Только в 1709 году она приняла бежавшего из-под Полтавы Карла XII и под влиянием его убеждений начала войну с Россией. К этому времени в Турции уже существовала партия, которая мечтала не о войне с Россией, а о союзе с ней против Австрии; во главе этой партии стоял великий визирь Нуман Кеприлу, и его падение, бывшее делом Карла XII, послужило сигналом к войне. Положение Петра I, окруженного на Пруте 200-тысячным войском турок и татар, было крайне опасно. Гибель Петра была неизбежна, но великий визирь Балтаджи-Мехмед поддался подкупу и выпустил Петра за маловажную сравнительно уступку Азова (1711). Партия войны свергла Балтаджа и сослала на Лемнос. В 1714—1718 годах Турция вела войну с Венецией и в 1716—1718 годах — с Австрией. По Пассаровицкому миру (1718) Турция получила обратно Морею, но отдала Австрии Белград с значительной частью Сербии, Банат, часть Валахии.
С 1718 года великим визирем стал Невшехирли Ибрагим-паша, пытавшийся укрепить торговые отношения с Европой. Период политики Невшехирли Ибрагим-паши получил название «эпохи тюльпанов»  (1718—1730) и ознаменовался расцветом науки, культуры, экономики и архитектуры.
В 1722 году, воспользовавшись прекращением династии и последовавшими затем смутами в Персии, Турция начала религиозную войну против шиитов, с помощью которой она надеялась пополнить пустеющую казну. Несколько поражений в этой войне и вторжение персов на турецкую территорию вызвало новое восстание в Константинополе: Ахмед был низложен, и на престол возведен его племянник, сын Мустафы II, Махмуд I.
При Махмуде I (1730—1754), составлявшем своей мягкостью и гуманностью исключение в ряду турецких султанов (он не убил свергнутого султана и его сыновей и вообще избегал казней), продолжалась война с Персией, не имевшая определенных результатов. Война с Австрией окончилась Белградским миром (1739), по которому турки получили Сербию с Белградом и Орсовой. Успешнее действовала против Турции Россия, но заключение австрийцами мира заставило и русских пойти на уступки; из своих завоеваний Россия сохранила только Азов, но с обязательством срыть укрепления. Махмуду I, умершему естественной смертью, наследовал его брат Осман III (1754—1757), царствование которого протекло мирно и который умер так же, как и его брат.
Осману наследовал Мустафа III (1757—1774), сын Ахмеда III. По вступлении на престол он твердо выразил намерение изменить политику Турции и восстановить блеск ее оружия. Он задумывал довольно обширные реформы (между прочим, прорытие каналов через Суэцкий перешеек и через Малую Азию), открыто не сочувствовал рабству и отпустил на волю значительное число невольников. Всеобщее недовольство, и раньше не бывшее новостью в Турецкой империи, было особенно усилено двумя случаями: неизвестно кем был ограблен и уничтожен караван правоверных, возвращавшихся из Мекки, и турецкий адмиральский корабль был захвачен отрядом морских разбойников греческой национальности. Все это свидетельствовало о крайней слабости государственной власти. Для урегулирования финансов Мустафа III начал с экономии в собственном дворце, но вместе с тем допустил порчу монеты. При покровительстве Мустафы была открыта в Константинополе первая публичная библиотека, несколько школ и больниц. Он очень охотно заключил в 1761 году договор с Пруссией, которым предоставлял прусским торговым кораблям свободное плавание в турецких водах; прусские подданные в Турции были подчинены юрисдикции своих консулов. Россия и Австрия предлагали Мустафе 100 тыс. дукатов за отмену прав, данных Пруссии, но безуспешно: Мустафа желал возможно более сблизить своё государство с европейской цивилизацией. Дальше попытки реформ не пошли.
В 1768 году султан был вынужден объявить войну России, длившуюся 6 лет и окончившуюся Кучук-Кайнарджийским миром 1774 года. Мир был заключен уже при брате и наследнике Мустафы, Абдул-Гамиде I (1774—1789). Турция в это время чуть не повсеместно находилась в состоянии брожения. Греки, возбужденные Орловым, волновались, но, оставленные русскими без помощи, они скоро и легко были усмирены и жестоко наказаны. Ахмед-паша Багдадский объявил себя независимым; Тахер, поддерживаемый арабскими кочевниками, принял звание шейха Галилеи и Акры; Египет под властью Магомета-бея и не думал уплачивать дани; Северная Албания, которой управлял Махмуд l, паша Скутарийский, находилась в состоянии полного восстания; Али, паша Янинский, явно стремился к основанию самостоятельного царства. Все царствование Адбул-Гамида было занято усмирением этих восстаний, которое не могло быть достигнуто вследствие отсутствия у турецкого правительства денег и дисциплинированного войска. К этому присоединилась новая война против России и Австрии (1787—1791), опять неудачная для Турции. Она окончилась Ясским миром с Россией (1792), по которому Россия окончательно приобрела Крым и пространство между Бугом и Днестром, и Систовским миром с Австрией (1791). Последний был сравнительно благоприятен для Турции, так как ее главный враг, Иосиф II, умер, а Леопольд II направлял все своё внимание на Францию. Австрия возвратила Турции большую часть сделанных ею в эту войну приобретений. Мир был заключен уже при племяннике Абдул Хамида, Селиме III (1789—1807). Кроме территориальных потерь, война внесла в жизнь Турции одно существенное изменение: перед ее началом (1785) Турция заключила свой первый государственный долг, сперва внутренний, гарантированный некоторыми государственными доходами. Селим III превосходил умом и образованием всех своих предшественников после Сулеймана Великолепного, а благородством характера, искренним желанием работать на пользу отечества — всех султанов, начиная с Османа. Он был молод, энергичен, деятелен, пользовался симпатиями среди турок и по крайней мере не возбуждал антипатии среди своих христианских подданных. Своим великим визирем он назначил Кучук-Гуссейн пашу (1792; ум. в 1803). Энергичными мерами правительство очистило Эгейское море от пиратов; оно покровительствовало торговле и народному образованию. Главное его внимание было обращено на армию. Янычары доказали свою почти полную бесполезность на войне, в то же время держа страну в периоды мира в состоянии анархии. Их нужно было уничтожить, заменив правильно организованной армией. Турецкая артиллерия, которая дала туркам перевес над азиатскими и африканскими народами и помогла взять Константинополь, оказывалась негодной в сравнении с артиллерией российской и австрийской. Правительство озаботилось переводом на турецкий язык лучших иностранных сочинений по тактике и фортификации; пригласило на преподавательские места в артиллерийском и морском училищах французских офицеров; при первом из них основало библиотеку иностранных сочинений по военным наукам. Были улучшены мастерские для отливки пушек; военные суда нового образца заказывались во Франции. Это все были предварительные меры. Султан явно желал перейти к реорганизации внутреннего строя армии; он установил для нее новую форму и стал вводить более строгую дисциплину. Янычар пока он не касался. Но тут на его пути стали, во-первых, восстание виддинского паши, Пасван-Оглу (1797), который явно пренебрегал приказами, исходившими от правительства, во-вторых — египетская экспедиция Наполеона. Кучук-Гуссейн двинулся против Пасван-Оглу и вел с ним настоящую войну, не имевшую определенного результата. Правительство вступило наконец в переговоры с мятежным наместником и признало его пожизненные права на управление Виддинским пашалыком, в действительности на началах почти полной независимости. В 1798 году начался Египетский поход Наполеона I. На сторону Турции стала Великобритания, уничтожившая французский флот в битве при Абукире. Экспедиция не имела для Турции серьезных результатов. Египет номинально остался под властью Турции, фактически — во власти мамелюков.

## XIX век
Только что окончилась война с французами (1801), как началось восстание янычар в Белграде — дахии, недовольных реформами в армии. Притеснения с их стороны вызвали народное движение в Сербии (1804) под начальством Карагеоргия. Правительство сперва поддерживало движение, но скоро оно вылилось в форму настоящего народного восстания, и Турции пришлось открыть военные действия. Дело осложнилось очередной русско-турецкой войной (1806—1812).
Реформы пришлось вновь отложить: великий визирь и другие высшие чиновники и военные находились на театре военных действий. В Константинополе оставался лишь каймакам (помощник великого визиря) и заместители министров. Шейх-уль-ислам воспользовался этим моментом для заговора против султана. В заговоре приняли участие улемы и янычары, среди которых распространялись слухи о намерении султана раскассировать их по полкам постоянной армии. К заговору примкнул и каймакам. В назначенный день отряд янычар неожиданно напал на гарнизон постоянного войска, стоявший в Константинополе, и произвел среди него резню. Другая часть янычар окружила дворец Селима и требовала от него казни ненавистных им лиц. Селим имел мужество отказаться. Он был арестован и посажен под стражу.
Султаном провозглашен сын Абдул-Гамида, Мустафа IV (1807—08). Резня в городе продолжалась два дня. От имени бессильного Мустафы управляли шейх-уль-ислам и каймакам. Но у Селима были свои приверженцы. Рущукский паша Мустафа Байрактар во главе войска в 16 тысяч человек вступил в Константинополь, не встретив сопротивления, но не успел освободить Селима, убитого по приказанию Мустафы. Байрактар арестовал Мустафу и провозгласил султаном его брата Махмуда II (1808—1839). Это был ученик и друг Селима III. Не уступая ему в энергии и в понимании необходимости реформ, он был гораздо более турком, чем Селим: злой, мстительный, он в большей степени руководился личными страстями, которые умерялись политической дальновидностью, чем действительным стремлением ко благу страны. Почва для нововведений была уже несколько подготовлена, способность не задумываться над средствами тоже благоприятствовала Махмуду, и потому его деятельность оставила все же более следов, чем деятельность Селима. Своим великим визирем он назначил Байрактара, распорядившегося избиением участников заговора против Селима и других политических противников. Жизнь самого Мустафы была на время пощажена.
Как первую реформу, Барайктар наметил реорганизацию корпуса янычар, но он имел неосторожность отправить часть своего войска на театр военных действий; у него оставалось только 7 тысяч воинов. 6 тысяч янычар сделали на них неожиданное нападение и двинулись на дворец с целью освободить Мустафу IV. Барайктар, с небольшим отрядом запершийся во дворце, выбросил им труп Мустафы, а затем взорвал часть дворца на воздух и похоронил себя в развалинах. Через несколько часов подоспело верное правительству трехтысячное войско с Рамиз-пашой во главе, разбило янычар и истребило значительную их часть. Махмуд решил отложить реформу до окончания войны с Россией, завершившейся в 1812 году Бухарестским миром. Венский конгресс внес некоторые изменения в положение Турции или, правильнее, точнее определил и утвердил в теории и на географических картах то, что уже имело место в действительности. Далмация и Иллирия были утверждены за Австрией, Бессарабия за Россией; 7 Ионических островов получили самоуправление под английским протекторатом; английские суда получили право свободного прохода через Дарданеллы. И на оставшейся в обладании Турцией территории правительство не чувствовало себя твердым.
В Сербии в 1817 году началось восстание, окончившееся лишь после признания Сербии по Адрианопольскому миру 1829 году отдельным вассальным государством, с собственным князем во главе. В 1820 году началось восстание Али-паши Янинского. Вследствие измены его собственных сыновей он был разбит, взят в плен и казнен; но значительная часть его армии образовала кадры греческих инсургентов. В Греции восстание началось в 1821 году. После вмешательства России, Франции и Англии и Наваринского сражения (1827), в котором погиб турецкий и египетский флот, Турция потеряла Грецию.
За греческим восстанием на Пелопоннесе последовало восстание в Молдавии, которое кончилось в 1829 году её де-юре независимостью. В 1860—1870 года вассалы осман — княжества Сербия, Валахия, Молдавия и Черногория обрели полную независимость.